# Tlaltekutli

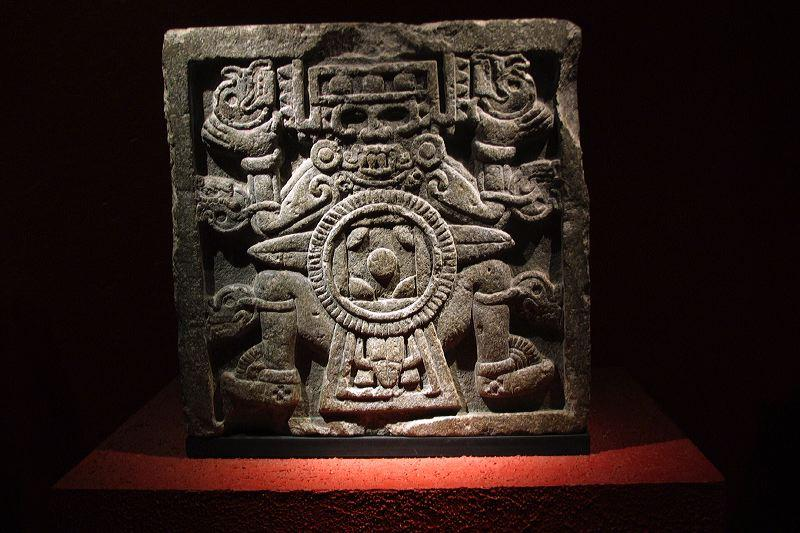
Tlaltecuhtli szobra

Tlaltekutli (elterjedt spanyol névalakban Tlaltecuhtli, magyarul Föld Úr) az azték mitológiában a föld (egyik) istennője, aki felfalta a halottakat, majd új életet öntött beléjük. Annyira féltek tőle, hogy minden eddig feltárt temetkezésen, ahol sírmellékletként az ő ábrázolása is szerepelt, arccal lefelé fordítva találták meg. Az eddigi egyetlen kivétel Mexikóvárosban van, ahol az egykori Tenochtitlan főterét feltáró régészek a valószínűleg az azték királyok sírjait is rejtő temetkezési hely bejáratánál találták meg szobrát. Ez guggoló helyzetben ábrázolja az istennőt, akinek hatalmas karmai vannak, a szájába vér ömlik, miközben gyermeket szül.